# In a State of Flux
In a State of Flux is het achtste studioalbum van Earth & Fire (E&F).
De plaatverkoop van het vorige album Andromeda Girl viel tegen. E&F wisselde van platenlabel; het stapte over naar Dureco. Ook de stijl van muziek wijzigde; de langere stukken zijn grotendeels verdwenen; de liedjes zijn bondiger geworden. De synthesizers en mellotron, toch voorheen vaak aanwezig in de langere stukken, zijn wel te horen, maar meer naar de achtergrond verdwenen. Het Algemeen Dagblad van 26 november 1982 heeft het over kwaliteitspop.
De single Twentyfour hours kon het album ook niet vlot trekken. Het album stond “slechts” twee weken genoteerd in de Album Top 50, plaatsen 49 en 33. Optredens liepen nog door tot midden 1983, maar in oktober 1983 volgde het bericht dat Jerney Kaagman een soloplaat ging opnemen. Ze had het gevoel dat E&F alles gedaan had wat ze wilden doen. Eerder was Ron Meyjes al overgestapt naar de Nederlandse groep Millionaires.

## Musici
- Jerney Kaagman – zang
- Gerard Koerts – toetsinstrumenten
- Bert Ruiter – basgitaar
- Ronnie Meyjes – gitaar
- Ab Tamboer - drumstel

## Muziek
| Nr. | Titel                                        | Duur |
| --- | -------------------------------------------- | ---- |
| 1.  | Twentyfour hours (Koerts)                    | 3:10 |
| 2.  | Jack is back (Kaagman, Ruiter)               | 3:10 |
| 3.  | The two of us (Koerts)                       | 3:30 |
| 4.  | Wish you were here (Meyjes)                  | 3:15 |
| 5.  | Strange town (Ruiter, Kaagman)               | 3:10 |
| 6.  | Love is to give away (Ruiter, Kaagman)       | 3:10 |
| 7.  | I don’t know why (Ruiter, Kaagman)           | 6:30 |
| 8.  | Hide away (Tamboer)                          | 3:30 |
| 9.  | In a state of flux (Ruiter, Koerts, Tamboer) | 3:50 |
| 10. | Dona nobis pacem (Ruiter, Koerts)            | 3:50 |